# Oscar Vasquez
Oscar Vasquez (ur. 15 listopada 1986 w Valdivia) – chilijski wioślarz, reprezentant Chile w wioślarskiej jedynce podczas Letnich Igrzysk Olimpijskich w Pekinie.

## Osiągnięcia
- Mistrzostwa Świata Juniorów – Troki 2002 – dwójka bez sternika – 9. miejsce[1].
- Mistrzostwa Świata Juniorów – Banyoles 2004 – jedynka – 14. miejsce[1].
- Igrzyska Olimpijskie – Ateny 2004 – jedynka – 23. miejsce[1][2].
- Igrzyska Olimpijskie – Pekin 2008 – jedynka – 16. miejsce[1][2].
- Mistrzostwa Świata – Poznań 2009 – jedynka – 18. miejsce[1].